# Гегаркуникская епархия
Гегаркуникская (Гехаркуникская) епархия Армянской Апостольской церкви (арм. Գեղարքունիքի թեմ) — действующая епархия Армянской Апостольской церкви Эчмиадзинского католикосата, в юрисдикцию которой входит Гегаркуникская область Армении. Центром является город Гавар, церковь Пресвятой Богородицы. Предводителем епархии является архимандрит Партев Барсегян (с 2019 г).
Епархия была образована 30 мая 1996 года указом католикоса Гарегином I. В неё входит одноименная область в Армении, которая до этого входила в состав Араратской Патриаршей епархии.

## Церкви и монастыри епархии

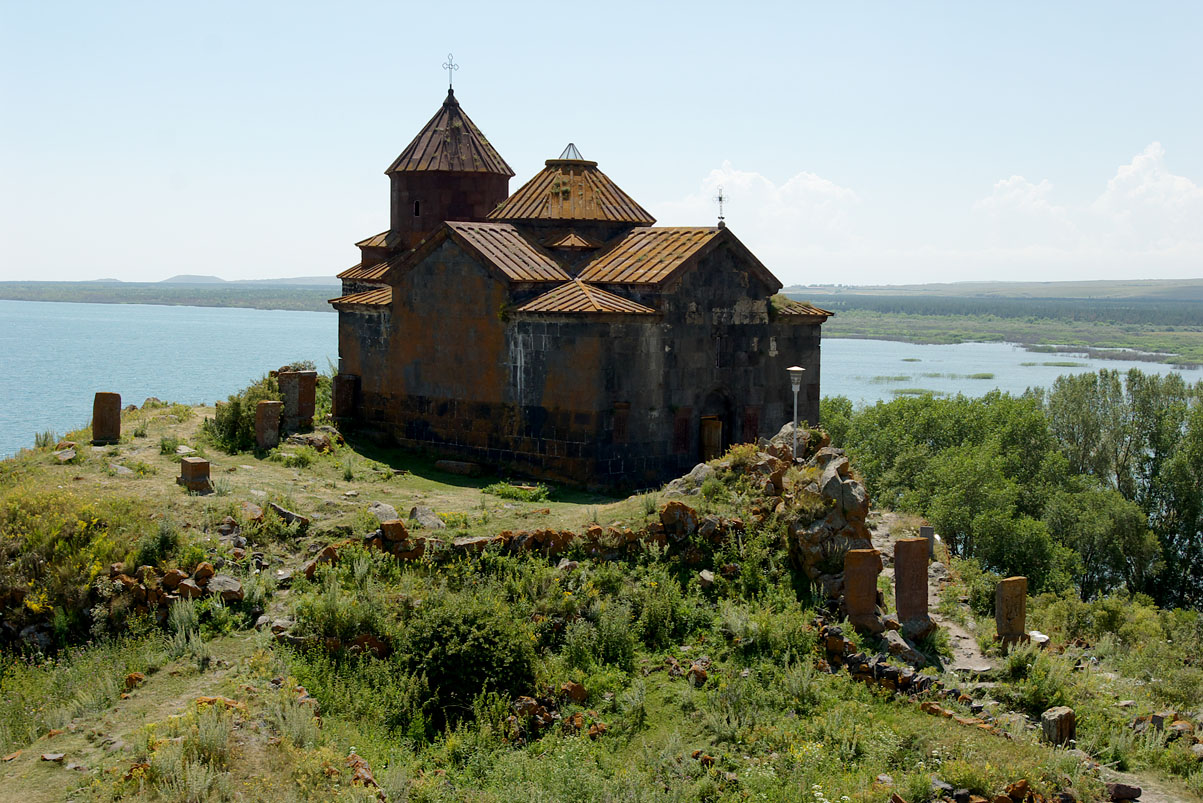
Айраванк
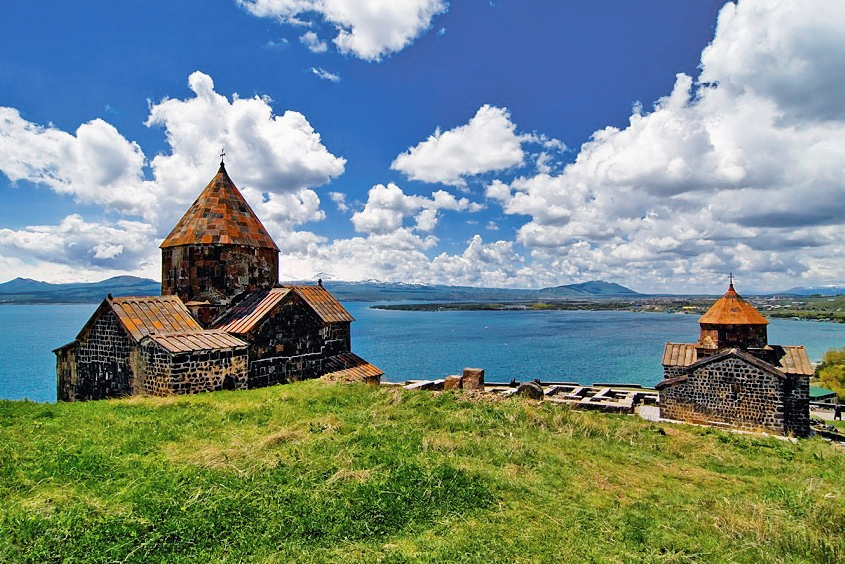
Севанаванк
Норатус